# 福克納冰原島峰
69°36′S 71°42′W / 69.600°S 71.700°W
福克納冰原島峰（英語：Faulkner Nunatak）是南極洲的冰原島峰，位於亞歷山大一世島西北部，處於比格峰以西，屬於拉蘇斯山脈的一部分，海拔高度約200米。